# The Old Country: More from the Deer Head Inn
The Old Country: More from the Deer Head Inn ist ein Jazzalbum von Keith Jarrett, Gary Peacock und Paul Motian. Die im September 1992 im Dear Head Inn in Delaware Water Gap, Pennsylvania, entstandenen Aufnahmen erschienen am 8. November 2024 auf ECM Records.

## Hintergrund
Das Album The Old Country: More from the Deer Head Inn enthält weiteres Material des Auftritts von Keith Jarrett, Gary Peacock und Paul Motian in den gleichnamigen Veranstaltungsort. Zuvor veröffentlichte Aufnahmen erschienen 1994 bei ECM auf At the Deer Head Inn. Keith Jarrett war 16 Jahre alt, als er zum ersten Mal im Deer Head Inn aufgetreten war, und zum Zeitpunkt dieses Auftritts waren weitere 16 Jahre vergangen, seit er in den letzten Tagen seines American Quartet – mit Dewey Redman und Peacock – das letzte Mal mit Paul Motian gespielt hatte.

## Titelliste

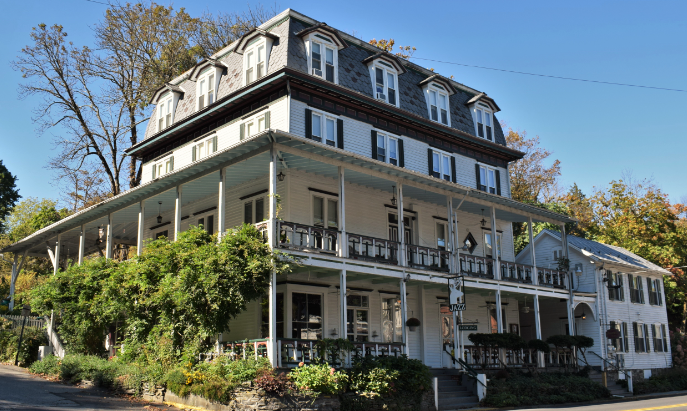
Das Deer Head Inn in Delaware Water Gap, Pennsylvania

- Keith Jarrett, Gary Peacock & Paul Motian: The Old County (ECM 2828)[2]

1. Everything I Love (Cole Porter) 8:11
2. I Fall in Love Too Easily (Jule Styne, Sammy Cahn) 9:54
3. Straight No Chaser (Thelonious Monk) 8:51
4. All of You (Cole Porter) 9:46
5. Someday My Prince Will Come (Frank Churchill, Larry Morey) 6:56
6. The Old Country (Nat Adderley) 12:54
7. Golden Earrings (Victor Young, Jay Livingston) 8:25
8. How Long Has This Been Going On? (George Gershwin, Ira Gershwin) 8:32

## Rezeption
Nach Ansicht von Mike Jurkovic, der das Album in All About Jazz rezensierte, würden Paul Motian und Gary Peacock nichts zurückhalten. Man könne es Jarrett also kaum verübeln, dass er sofort bei dem spritzigen und spritzigen Kicker „Everything I Love“ in seine Pieps-Gesänge einsteige. Die sprudelnde Leistung offenbare sowohl die eigene Spannung als auch den verbleibenden Nervenkitzel des Vorgängeralbums. Motians kurzes Engagement bei Jarrett und Peacock würde The Old Country ein Knistern und Knistern verleihen, das eine große Freude bereite. Das Soul-Jazz-Juwel von Nat Adderley bilde den Mittelpunkt des Albums; der deftige, aber entspannte Groove passe perfekt zu diesen Musikern. Derselbe Groove würde mit „Golden Earrings“ an Dynamik gewinnen. Ein verstohlenes und träges „How Long Has This Been Going On“ umhülle den Mitschnitt mit einer schelmischen Eleganz, die nur Jarrett schaffen konnte.
Der Zauber des Jazz bestehe darin, dass manche Abende besondere, fast undefinierbare Qualitäten haben; andere Abende seien fast Routine, schrieb Jack Jenny (All About Jazz). Jarrett und Peacock hätten immer danach gestrebt, die alltäglichen Abende zu verbannen. Hier würde es inspirierte Variationen geben, die Technik unter Kontrolle, die Vermeidung von Klischees, die wimmelnden Ideen, die geschickten Harmonien, die intensive Konzentration und die anmutige Behandlung wundervoller Themen. Jarrett habe recht: Dieser Mitschnitt sei das, worum es beim Jazz geht.
Florian Oberhummer betonte in den Salzburger Nachrichten, dass man Jarretts Spiel seine damalige Auseinandersetzung mit Bach und Händel beim Einsatz von Glissandi, Trillern und anderen „klassischen Ornamenten“ anmerke. Vor allem aber befinde sich der Pianist in ständiger Interaktion mit seinen Mitmusikern. Obertonreich schimmernde Akkordtürme betörten in „Someday My Prince Will Come“; Monks „Straight No Chaser“ erhalte bei allem Offensivgeist eine elegante Note. Klassische Tradition und freien Schöpfergeist verbinde der Pianist in „All of You“ schließlich zu einem atemberaubenden Monolog, dessen Anklänge an Rachmaninow, Skrjabin und Bill Evans wie eine Essenz der Musik des 20. Jahrhunderts wirkten. „The Old Country zeigt den ewigen Tasten-Freigeist in großer Spiellaune.“
Der Opener zeige Keith Jarrett in seiner melodisch einfallsreichsten Form, die Kantigkeit von Monks „Straight No Chaser“ wird eingefangen und Nat Adderleys „The Old Country“ würde gefühlvoll und bittersüß klingen, hieß es in der Financial Times. Es gebe auch eine bewegende Coverversion von „How Long Has This Been Going On“ und die Ballade würde wunderschön gespielt. Dies sei erstklassiger Piano-Trio-Jazz, der durchweg überzeuge.
Dies sei eine überraschende Fortsetzung des Klassikers At the Deer Head Inn, meinte Nate Chinen in National Public Radio, der das Album zu den wichtigsten Entdeckungen des Jahres zählte. Nichts an dieser Musik lasse darauf schließen, dass es gegenüber dem Vorgängeralbum zweitrangig sei; es würde alles fröhlich, klar und lebendig klingen.
Ähnlich wertet auch Werner Stiefele in seiner Kritik in Rondo, dass nun weitere Aufnahmen aus dem Deer Head Inn erscheinen würden, sei ein „zweiter Glücksfall.“ Auch die zweite Folge präsentiere überwiegend Standards, wobei das Trio bei den meisten Titeln zupackende, mittlere Tempi bevorzuge. Im Gegensatz dazu schickten sie Jule Stynes „I Fall In Love Too Easily“ in fast sakrale Gefilde und ließen die Disney-Ballade „Someday My Prince Will Come“ transparent und sanft im Raum schweben. Seit sechzig Jahren beschere uns Jarrett „wunderbare Musik – zuletzt aus dem Archiv, da er nach zwei Schlaganfällen nicht mehr auftreten kann. Die Reise ist noch nicht beendet.“